# Charles de Goeswin
Charles Eugène Ernest de Goeswin (Luik, 7 februari 1777 - 31 oktober 1858) was een Zuid-Nederlands edelman.

## Geschiedenis
In 1745 werd de titel baron, overdraagbaar op alle afstammelingen (met impliciete verlening van erfelijke adel) toegekend door de vicaris van het keizerrijk, keurvorst Maximiliaan III van Beieren, aan 
- Ernest-François-Aurélien de Goeswin, luitenant-kolonel van het Waalse Legioen in Beierse dienst,
- Johannes-Ferdinandus de Goeswin, broer van Ernest, die zonder afstammelingen bleef.

## Levensloop
Charles de Goeswin was een kleinzoon van Ernest de Goeswin (hierboven) en een zoon van Ernest-François de Goeswin, generaal-majoor en diplomatiek vertegenwoordiger van de Beierse keurvorst in het prinsbisdom Luik, en van Marie-Isabelle de Villers.
Hij werd officier in dienst van de Oostenrijkse keizer en na 1814 was hij luitenant-kolonel in het Nederlandse leger. In 1822 werd hij onder het Verenigd Koninkrijk der Nederlanden ingelijfd in de Nederlandse erfelijke adel, met de titel baron, overdraagbaar bij eerstgeboorte.
Hij trouwde in datzelfde jaar 1822 met Charlotte de Cox de Hommelen (1790-1864). Ze kregen vier kinderen. Hun enige zoon, Ernest-Charles de Goeswin (1823-1874), trouwde met Cecile Schoemans, maar ze bleven kinderloos.
Hun dochter Ernestine de Goeswin (1830-1909) trouwde in 1862 met de kunstschilder en volksvertegenwoordiger Ernest Slingeneyer. Zij was de laatste naamdraagster de Goeswin, die in mannelijke lijn al was uitgedoofd bij de dood van haar broer Ernest-Charles. Haar zoon, generaal-majoor baron André Slingeneyer (1866-1936), kreeg vergunning in 1888 om de uitgedoofde naam van zijn moeder bij zijn familienaam toe te voegen. De familie Slingeneyer de Goeswin heeft nakomelingen tot heden.